# Virginia Ruzici
Virginia Ruzici (1955. január 31. –) román  hivatásos teniszezőnő. Legnagyobb eredménye az 1978-as Roland Garros megnyerése, mind egyéniben, mind párosban Mima Jaušovec oldalán, akit az egyéni döntőben megvert. Ezenkívül még 1980-ban is bejutott a döntőbe, de kikapott Chris Everttől. Összesen 14 egyéni és 7 páros tornagyőzelmet aratott pályafutása során.

## Grand Slam-döntői

### Győzelmei (1)
| Év   | Helyszín      | Ellenfél a döntőben | Eredmény a döntőben |
| 1978 | Roland Garros | Mima Jaušovec       | 6–2, 6–2            |

### Elvesztett döntői (1)
| Év   | Helyszín      | Ellenfél a döntőben | Eredmény a döntőben |
| 1980 | Roland Garros | Chris Evert-Lloyd   | 6–0, 6–3            |

## Külső hivatkozások
- Virginia Ruzici profilja a WTA oldalán (angolul)
- Virginia Ruzici profilja az ITF oldalán (angolul)
- Virginia Ruzici profilja a Billie Jean King-kupa oldalán (angolul)